# Klasa okręgowa (grupa jeleniogórska)
Klasa okręgowa, grupa jeleniogórska – jedna z 4 grup klasy okręgowej na terenie województwa dolnośląskiego, która jest rozgrywkami szóstego poziomu ligowego piłki nożnej mężczyzn w Polsce, stanowiąca pośredni szczebel rozgrywkowy między IV ligą a Klasą A. 
Zmagania w jej ramach toczą się cyklicznie systemem kołowym. Zwycięzcy grupy uzyskują awans do IV ligi, gr. dolnośląskiej zaś najsłabsze zespoły relegowane są do poszczególnych grup klasy A. Organizatorem rozgrywek jest Dolnośląski Związek Piłki Nożnej (Dolnośląski ZPN).

## Zwycięzcy i drużyny awansujące
| Sezon                                                                                    | Zwycięzca grupy           | Pozostałe drużyny awansujące                      | Źródło      |
| ---------------------------------------------------------------------------------------- | ------------------------- | ------------------------------------------------- | ----------- |
| 2024/2025                                                                                | Twardy Świętoszów         | brak                                              | [ 1 ]       |
| 2023/2024                                                                                | Apis Jędrzychowice        | Orzeł Mysłakowice                                 | [ 2 ]       |
| 2022/2023                                                                                | KS Łomnica                | brak                                              | [ 3 ]       |
| Od sezonu 2022/2023 drużyny awansują do IV ligi, gr. dolnośląskiej                       |                           |                                                   |             |
| 2021/2022                                                                                | BKS Bobrzanie Bolesławiec | Gryf Gryfów Śląski                                | [ 4 ]       |
| 2020/2021                                                                                | Pogoń Świerzawa           | Łużyce Lubań                                      | [ 5 ]       |
| 2019/2020                                                                                | Leśnik Osiecznica         | Włókniarz Leśna                                   | [ 6 ]       |
| 2018/2019                                                                                | Lotnik Jeżów Sudecki      | Gryf Gryfów Śląski                                | [ 7 ]       |
| 2017/2018                                                                                | Victoria Ruszów           | BKS Bobrzanie Bolesławiec                         | [ 8 ]       |
| 2016/2017                                                                                | Sudety Giebułtów          | Olimpia Kamienna Góra                             | [ 9 ]       |
| 2015/2016                                                                                | GKS Warta Bolesławiecka   | Piast Wykroty, Apis Jędrzychowice, Nysa Zgorzelec | [ 10 ]      |
| W sezonach 2015/2016-2021/2022 drużyny awansowały do IV ligi, gr. dolnośląskiej (zachód) |                           |                                                   |             |
| 2014/2015                                                                                | Lotnik Jeżów Sudecki      | brak                                              | [ 11 ]      |
| 2013/2014                                                                                | Nysa Zgorzelec            | Włókniarz Mirsk                                   | [ 12 ]      |
| 2012/2013                                                                                | BKS Bobrzanie Bolesławiec | brak                                              | [ 13 ]      |
| 2011/2012                                                                                | Łużyce Lubań              | Olimpia Kowary                                    | [ 14 ]      |
| 2010/2011                                                                                | Nysa Zgorzelec            | Granica Bogatynia                                 | [ 15 ]      |
| 2009/2010                                                                                | Piast Zawidów             | brak                                              | [ 16 ]      |
| 2008/2009                                                                                | Twardy Świętoszów         | Chrobry Nowogrodziec                              | [ 17 ]      |
| 2007/2008                                                                                | Olimpia Kamienna Góra     | brak                                              | [ 18 ]      |
| 2006/2007                                                                                | Karkonosze Jelenia Góra   | brak                                              | [ 19 ]      |
| 2005/2006                                                                                | Włókniarz Mirsk           | brak                                              | [ 20 ]      |
| 2004/2005                                                                                | Chrobry Nowogrodziec      | brak                                              | [ 21 ]      |
| 2003/2004                                                                                | BKS Bolesławiec           | brak                                              | [ 22 ]      |
| 2002/2003                                                                                | Julia Szklarska Poręba    | brak                                              | [ 23 ]      |
| 2001/2002                                                                                | brak danych               | brak danych                                       | brak danych |
| 2000/2001                                                                                | Łużyce Lubań              | brak                                              | [ 24 ]      |
| W sezonach 2000/2001-2014/2015 drużyny awansowały do IV ligi, gr. dolnośląskiej          |                           |                                                   |             |